# Albanska ženska košarkaška reprezentacija
Albanska ženska košarkaška reprezentacija (alb. Kombëtarja shqiptare e basketbollit për femra) predstavlja Albaniju na međunarodnim natjecanjima. Pod vodstvom je Albanskog košarkaškog saveza. 

## Povijest
Godine 1987. albanska reprezentacija je na Mediteranskim igrama održanim u sirijskoj Latakiji osvojila zlatnu medalju. Albanke su u finalu bile bolje od reprezentativki Turske. To im je bio premijerni nastup na Mediteranskim igrama. Nakon Latakije, na Mediteranskim su igrama nastupile još dva puta: 1991. u Ateni te 2009. u Pescari, ali bez značajnijih rezultata.
Albanke su se tri puta natjecale na FIBA-inom Europskom prvenstvu malih zemalja. Prvi put 1996. godine na Malti kada osvajaju drugo mjesto, a u finalu su bile poražene s 81:73 od Islanda. Šest godina kasnije osvajaju ovaj turnir pobjedom rezulatom 84:79 protiv Islanda u finalu igranom u Andori. Treći nastup albanska je reprezentacija ubilježila 2009. u Luksemburgu. I treći put su albanske reprezentativke igrale u finalu u kojem je bolja bila Malta s 81:61. 

## Vanjske poveznice
- Albanski košarkaški savez
- Albanska ženska košarkaška reprezentacija na eurobasket.com